# Глазирін Олександр Федорович
Олександр Федорович Глази́рін (рос. Александр Фёдорович Глазырин; нар. 1829 — пом. рік смерті невідомий) — російський архітектор.

## Біографія
Народився у 1829 році. Протягом 1844—1849 років навчався в Санкт-Петербурзькому будівельному училищі. По закінченню навчання отримав звання архітекторського помічника з правом на чин губернського секретаря.
Протягом 1849—1851 років працював в Калузькій губернській будівельній та дорожній комісії. З 1851 по 1860 рік працював у Вятській губернській будівельній та дорожній комісії, а з 1860 року обіймав посаду Вятського губернського архітектора. За якісне виконання споруд здобув звання інженера-архітектора.
Деякий час служив у Полтаві, де до 1872 року обіймав посаду Полтавського губернського архітектора. Протягом 1872—1874 років обіймав посаду Нижегородського губернського архітектора. З 1874 року обіймав посаду Уфимського губернського архітектора. Того ж року зарахований у штат Міністерства внутрішніх справ.
Протягом 1876—1877 років обіймав посаду архітектора лікарні «Всіх скорботних радості» у Санкт-Петербурзі. Протягом 1877—1880 років — посаду Оренбурзького губернського архітектора. З 14 травня 1880 року і по 1895 рік обіймав посаду Катеринославського губернського інженера.

## Споруди
Вживав стильові форми неоренесансу. У Катеринославі:
- виконав плани споруди для Катеринославського губернського правління (1884, фасади розробив М. Лопацинський);
- був виконавцем робіт з будівництва будівлі Єпархіального жіночого училища (1884—1885)[1].